# Чумановка
Чумановка — деревня в Крутинском районе Омской области, входит в состав Оглухинского сельского поселения.

## История
Основана в 1846 году. В 1928 году состояла из 90 хозяйств, основное население — русские. Входила в состав Чикишевского сельсовета Крутинского района Омского округа Сибирского края.

## Население
| 2010 |
| ---- |
| 146  |